# Igor Šoltes
Igor Šoltes, slovenski politik, pravnik in evroposlanec, * 22. avgust 1964, Ljubljana.
Igor Šoltes je kot pravnik deloval na različnih področjih in v različnih organizacijah. Med letoma 2004 in 2013 je bil predsednik Računskega sodišča Republike Slovenije. Deluje tudi na področju politike; leta 2014 je bil na listi lastne stranke Verjamem izvoljen za poslanca v Evropskem parlamentu. Zaradi slabega rezultata na državnozborskih volitvah 2014 je odstopil kot predsednik stranke, po izpadu iz Evropskega parlamenta pa kariero nadaljeval v nacionalni politiki. Trenutno je član Socialnih demokratov, od junija 2022 do februarja 2024 pa je bil državni sekretar na Ministrstvu za pravosodje Republike Slovenije.

## Mladost
Rodil se je očetu Mihajlu Šoltesu in materi Veri, ki je bila hči vodilnega slovenskega in  jugoslovanskega komunističnega politika Edvarda Kardelja. Kariero je po diplomi iz prava (1991) začel leta 1992 kot član izvršnega sveta občine Ljubljana-Šiška. Od leta 1995 je bil zaposlen kot vodja sektorja za gospodarstvo in ekonomske odnose.

## Poklicna kariera
Od leta 2004 do 2013 je vodil Državno revizijsko komisijo Republike Slovenije (kasneje imenovano računsko sodišče. Za nov devetletni mandat se je želel potegovati tudi leta 2013, a je naposled kandidaturo umaknil. Sedaj deluje kot samostojni podjetnik, svetuje in predava o tematikah s področja javnih naročil in direktiv EU. Na področju javnih naročil je v preteklosti intenzivno sodeloval v mednarodnih programih Švedske, Združenega kraljestva, Nizozemske pri spodbujanju razvoja sistema javnih naročil na področju jugovzhodne Evrope, predvsem v Črni gori, Srbiji in Makedonij. Kot svetovalca za področje javnih naročil ga je na Kosovu angažirala tudi Svetovna banka.
Igor Šoltes je član mednarodne inštitucije Mreže javnonaročilskih organov v državah članicah EU, v okviru, ki predstavlja sodelovanje držav Evropske unije pri reševanju vprašanj na področju javnih naročil, iz katerih je 2008 tudi doktoriral kot politolog na FDV. Je avtor številnih člankov in publikacij na strokovnem področju javnih naročil, predavatelj na številnih seminarjih, kongresih in strokovnih srečanjih v Sloveniji in v tujini.

### Politik
Leta 2014 je zaradi nasprotovanja koalicijskih partnerjev v vladi Alenke Bratušek zavrnil kandidaturo za ministra za zdravje.
Istega leta je ustanovil svojo stranko Verjamem, s katero se je uspešno udeležil Evropskih volitev 2014. Stranko nekateri povezujejo s krogi, blizu nekdanjemu predsedniku Republike Slovenije Milanu Kučanu, tudi zato, ker je Igor Šoltes vnuk nekdanjega politika Edvarda Kardelja. V stranki sicer trdijo, da želijo delovati neodvisno in nastopati s kadri, ki do zdaj niso bili vpleteni v politiko. Pridobitev mandata v evropski parlament mu je na evropskih volitvah 2014 tudi uspela, stranki Verjamem pa ni uspelo na državnozborskih volitvah istega leta, zato je Igor Šoltes (precej brez medijskega spremljanja) odstopil kot predsednik stranke.
2022 je napovedal kandidaturo na državnozborskih volitvah pod okriljem stranke SD, a v parlament ni bil izvoljen. Ob nastopu 15. vlade Republike Slovenije je postal državni sekretar na Ministrstvu za pravosodje Republike Slovenije, pristojen za kaznovalno pravo in človekove pravice, za mednarodno sodelovanje in mednarodno pravno pomoč, ter za izobraževanje v pravosodju. Vlada ga je 15. februarja 2024 v luči afere sodna stavba razrešila s položaja sekretarja.

## Zasebno
Njegova soproga je Katarina Kresal Šoltes.